# Анджело (опера)
«Анджело» ― опера в четырёх действиях, написанная русским композитором Цезарем Кюи в 1871–1875 годах по либретто Виктора Буренина к пьесе Виктора Гюго «Анджело, тиран Падуанский». Та же самая пьеса легла в основу оперы «Клятва» (Il giuramento, 1837) Саверио Меркаданте, оперы «Джоконда» (La Gioconda, 1876) Амилькаре Понкьелли и оперы «Анджело, тиран Падуанский» (Angelo, tyran de Padoue, 1928) Альфреда Брюно. 

## Постановки
Премьера «Анджело» состоялась 1 февраля 1876 года в Мариинском театре Санкт-Петербурга. Дирижёром выступил Эдуард Направник. По всей видимости, в этом конкретном сезоне опера не имела особенно большого успеха и по этой причине вскоре была удалена из репертуара театра. 
Новая постановка « Анджело» состоялась через двадцать пять после  премьеры: это произошло в 1901 году в Большом театре в Москве. Партию Галеофа исполнил Фёдор Шаляпин. В 1910 году опера снова была исполнена на сцене Мариинского театра. 

## Сюжет
Катарина, жена Анджело, влюблена в Родольфа, который является последним потомком изгнанного из Падуи рода Эццелино ди Романо, но вынужден скрывать своё происхождение. Родольф возглавляет заговор против тирана Анджело. Родольфа также любит актриса Тизба; в порыве ревности она хочет погубить Катарину, открыв Анджело её неверность. Но в последнюю минуту Тизба узнает в сопернице спасительницу своей матери и, жертвуя собой, избавляет Катарину от гибели.

## Роли
- Анджело Малипьери, подеста : бас
- Катарина Брагадини: сопрано
- Тизба: меццо-сопрано
- Родольфо: тенор
- Анафеста Галеофа, фактотум Тизбы, шпион Анджело: бас
- Асканио Строцци: бас
- Дафне : меццо-сопрано
- 1-й сбирро: баритон
- 2-й сбирро: бас
- Фра Паоло: тенор
- Пеппо: тенор
- Слуга: не поёт
- Патриции, синьор, люди, сбиры и т.д .: хор

Место действия: Падуя, 1549 год. 